# Frédéric Belaubre
Frédéric Belaubre (Poissy, 14 februari 1980) is een Frans triatleet, bijgenaamd Freudon. Hij werd driemaal Europees kampioen triatlon op de olympische afstand. Verder behaalde hij tot dusver enkele nationale titels en werd hij in 2000 wereldkampioen bij de junioren.

## Biografie

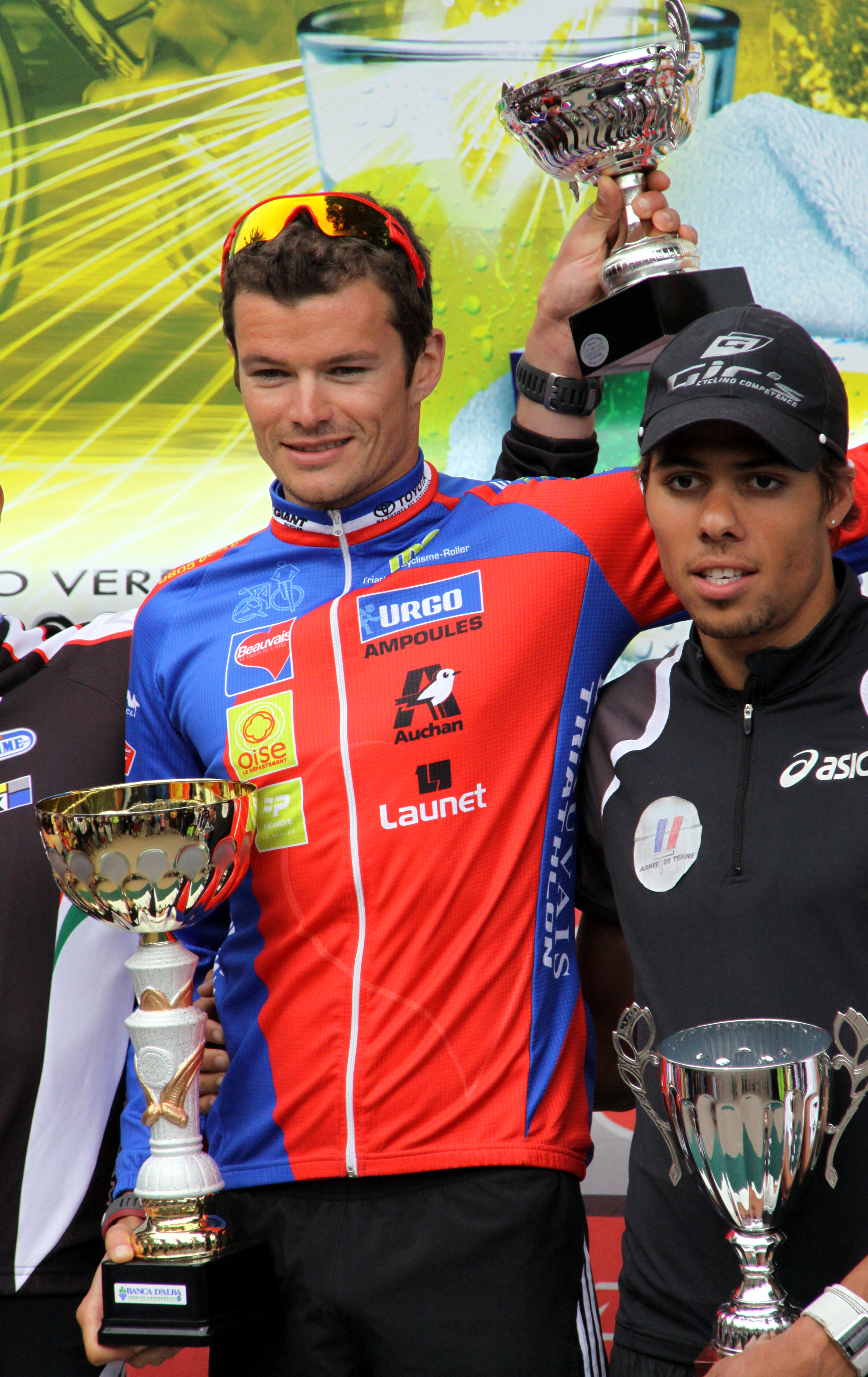
Fred Belaubre, Aurélien Raphael, Triathlon di Andora 2010

Op 15-jarige leeftijd schakelde hij over van zwemmen naar triatlon, naar het voorbeeld van zijn vader. Belaubre wordt getraind door Patrick Dreano en Pierre Houseaux en is gespecialiseerd in triatlon van olympische afstand.
Hij is de nummer vijf van de triatlon bij de Olympische Spelen van 2004 in Athene, die gewonnen werd door de Nieuw-Zeelander Hamish Carter. Vier jaar later op de Olympische Spelen van 2008 in Peking eindigde hij op een tiende plaats in een tijd van 1:50.00,30.
Belaubre is aangesloten bij Sartrouville Triathlon/Beauvais Triathlon.

## Titels
- Europees kampioen olympische afstand - 2005, 2006, 2008
- Wereldjeugdkampioen triatlon - 2000
- Europees jeugdkampioen ploegen - 2000
- Frans kampioen triatlon olympische afstand - 2002, 2004, 2006, 2007, 2010

## Palmares

### triatlon
- 1999: 5e WK junioren in Montreal - 1:50.03
- 2000:  WK junioren in Perth - 1:57.32
- 2001: 4e ITU wereldbekerwedstrijd in St. Antony
- 2001: 21e WK olympische afstand in Edmonton - 1:49.57
- 2002: 7e ITU wereldbekerwedstrijd in Nice
- 2002: 6e ITU wereldbekerwedstrijd in St. Antony
- 2002: 27e WK olympische afstand in Cancún - 1:54.02
- 2002:  Grand Prix National de Besançon
- 2003:  GP National La Baule
- 2003: 4e ITU wereldbekerwedstrijd in St. Antony
- 2003: 10e EK olympische afstand in Karlovy Vary - 1:57.23
- 2003: 8e WK olympische afstand in Queenstown - 1:55.40
- 2004:  ITU wereldbekerwedstrijd in Madrid
- 2004:  GP van Montpellier
- 2004:  GP van La Baule
- 2004: 15e EK olympische afstand in Valencia - 1:49.54
- 2004: 26e WK olympische afstand in Funchal - 1:43.35
- 2004: 5e Olympische Spelen van Athene - 1:52.00,53
- 2005:  ITU wereldbekerwedstrijd in Salford
- 2005:  GP National Duinkerken
- 2005:  EK olympische afstand in Lausanne - 1:55.56
- 2005: 5e WK olympische afstand in Gamagōri - 1:49.55
- 2006:  EK olympische afstand in Autun - 1:56.44
- 2006:  WK olympische afstand in Lausanne - 1:52.12
- 2007: 7e EK olympische afstand in Kopenhagen - 1:52.44
- 2007: 40e WK olympische afstand in Hamburg - 1:46.23
- 2008:  EK olympische afstand in Lissabon - 1:53.03
- 2008: 21e WK olympische afstand in Vancouver - 1:51.32
- 2008: 10e Olympische Spelen van Peking - 1:50.00,30
- 2009: 26e ITU wereldbekerwedstrijd in Tongyeong - 1:52.11
- 2009: 4e EK olympische afstand in Holten - 1:44.52
- 2009: 22e ITU wereldbekerwedstrijd in Kitzbühel - 1:45.34
- 2009: 45e ITU wereldbekerwedstrijd in Londen - 1:46.50
- 2009: 15e ITU wereldbekerwedstrijd in Gold Coast - 1:46.02
- 2010: DSQ WK sprintafstand in Lausanne
- 2011: 19e WK sprintafstand in Lausanne - 53.21
- 2013: 37e WK sprintafstand in Lausanne - 53.32
- 2013: 88e WK olympische afstand - 257 p
- 2014: 41e WK sprintafstand in Hamburg - 53.29

### duatlon
- 2010:  Duatlon van Lanzarote - 56.37